# Peperomia peltaphylla
Peperomia peltaphylla är en pepparväxtart som beskrevs av Trel. & Yunck.. Peperomia peltaphylla ingår i släktet peperomior, och familjen pepparväxter. Inga underarter finns listade i Catalogue of Life.